# Ministerium für innere Angelegenheiten (Türkei)
Das Ministerium für innere Angelegenheiten der Türkei ist ein Ministerium der Republik Türkei. Die Eigenbezeichnung lautet Türkiye Cumhuriyeti İçişleri Bakanlığı. Frühere Bezeichnungen waren Dahiliye Vekâleti und im Osmanischen Reich Dahiliye Nezareti. Das Ministerium für innere Angelegenheiten hatte im Osmanischen Reich seinen Vorläufer in dem Amt des Großwesirs (Sadrazam).

## Aufgaben und Bereiche
Das Ministerium ist für Folgendes verantwortlich:
1. Die dem Ministerium untergeordneten Sicherheitseinrichtungen zu führen. Polizei, Gendarmerie (Jandarma) und Küstenwache (Sahil Güvenlik Komutanlığı) stellen das Bestehen der Republik Türkei, die Sicherheit im Land, eine funktionierende Gesetzesausführung und die Einhaltung der Verfassung sicher.
2. Die Sicherheit an den Grenzen an Flughäfen, an Land und auf dem Meer
3. Die Organisation und Kontrolle des Straßenverkehrs
4. Kriminalitätsbekämpfung
5. Die Innenpolitik zu beobachten und analysieren. Die Provinzen (İl) und Landkreise (İlçe) über alle relevanten Ereignisse zu informieren und den Staatspräsidenten zu informieren und beraten.
6. Dienstleistungen wie Ausstellung und Erneuerung von Amtsausweisen. Zuständig für Personenstands- und Meldewesen
7. Die Ausführung der Beschlüsse des Präsidenten[3]